# Football League Trophy 2013/14

Logo der Football League Trophy
(Johnstone's Paint Trophy)

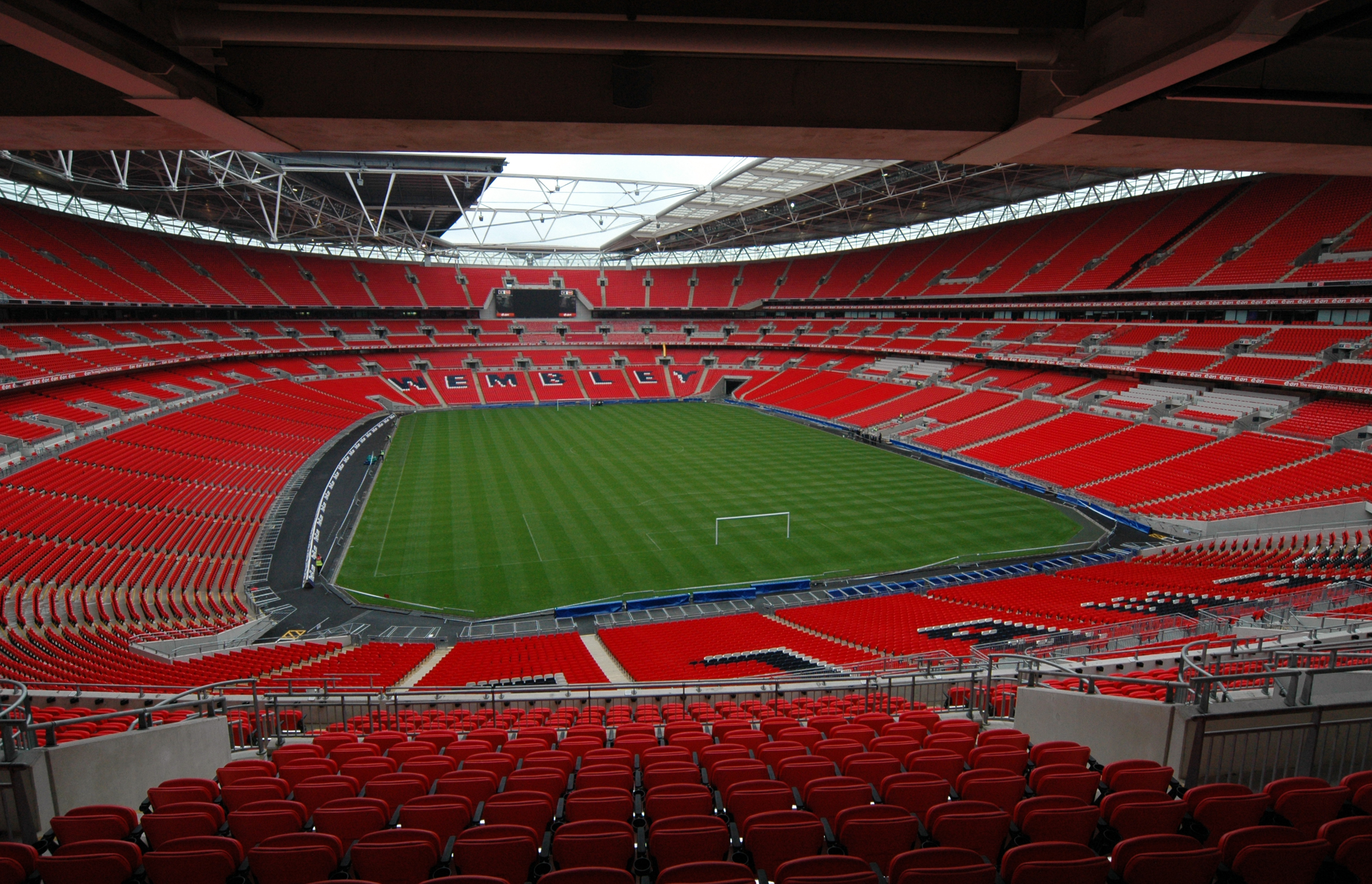
Das Wembley-Stadion in London, Austragungsort des Pokalfinales

Die Football League Trophy 2013/14, auch bekannt unter dem Namen des Hauptsponsors Johnstone's Paint Trophy, war die 30. Austragung dieses Pokalwettbewerbs für die Mannschaften der Football League One und Football League Two, der dritten und vierten Liga im englischen Fußball.
48 Vereine nahmen an den Spielen um die Football League Trophy 2013/14 teil, welche am 3. September 2013 begannen und am 30. März 2014 mit dem Finale zwischen dem FC Chesterfield und Peterborough United im Wembley-Stadion in London endeten, das Peterborough United mit 3:1 gewinnen konnte.

## Modus
Die Football League Trophy wird in Runden ausgespielt. Es nehmen nur Mannschaften der Football League One und Football League Two teil sowie ausgewählte eingeladene Vereine der Conference National. Sie spielen im K.-o.-System in einfachen Spielen in einer nördlichen und südlichen Region (Northern und Southern Section) ihren Gewinner aus. Die beiden Regionengewinner treten dann im Wembley-Stadion gegeneinander an, um den Pokalsieger zu ermitteln.

## Erste Runde
Die Auslosung der ersten Runde fand am 17. August 2013 statt. Sechzehn Vereine erhielten aufgrund der ungünstigen Anzahl der teilnehmenden Vereine ein Freilos für die zweite Runde. Die restlichen 32 Vereine wurden in vier geografische Regionen (Nordwest, Nordost, Südwest, Südost) innerhalb der zwei sections aufgeteilt. Die Spiele wurden am 3. und 4. September 2013 ausgetragen.

### Northern Section
|                         | Ergebnis        |                    |
| ----------------------- | --------------- | ------------------ |
| Nordwest                |                 |                    |
| Tranmere Rovers         | 1:2             | Fleetwood Town     |
| Port Vale               | 2:1             | FC Bury            |
| Crewe Alexandra         | 1:0             | Accrington Stanley |
| Shrewsbury Town         | 1:4             | Oldham Athletic    |
| Nordost                 |                 |                    |
| Hartlepool United       | 5:0             | Bradford City      |
| Notts County            | 1:0             | Burton Albion      |
| Scunthorpe United       | 0:0 (3:5 i. E.) | Sheffield United   |
| Wolverhampton Wanderers | 2:2 (4:2 i. E.) | FC Walsall         |

Freilose: Carlisle United, FC Morecambe, Preston North End, AFC Rochdale, FC Chesterfield, Mansfield Town, Rotherham United, York City

### Southern Section
|                      | Ergebnis        |                   |
| -------------------- | --------------- | ----------------- |
| Südwest              |                 |                   |
| Exeter City          | 0:2             | Wycombe Wanderers |
| Cheltenham Town      | 3:3 (4:5 i. E.) | Plymouth Argyle   |
| Torquay United       | 0:0 (3:5 i. E.) | FC Portsmouth     |
| Bristol City         | 2:1             | Bristol Rovers    |
| Südost               |                 |                   |
| FC Brentford         | 5:3             | AFC Wimbledon     |
| Dagenham & Redbridge | 4:1             | Colchester United |
| FC Gillingham        | 1:3             | Leyton Orient     |
| Milton Keynes Dons   | 2:0             | Northampton Town  |

Freilose: Crawley Town, AFC Newport County, Oxford United, Swindon Town, Coventry City, Peterborough United, Southend United, FC Stevenage

## Zweite Runde
Die Auslosung der zweiten Runde fand am 7. September 2013 statt. Die Spiele wurden am 8. Oktober 2013 ausgetragen.

### Northern Section
|                         | Ergebnis        |                   |
| ----------------------- | --------------- | ----------------- |
| Nordwest                |                 |                   |
| Port Vale               | 0:1             | AFC Rochdale      |
| Fleetwood Town          | 4:0             | Crewe Alexandra   |
| FC Morecambe            | 0:0 (3:4 i. E.) | Carlisle United   |
| Preston North End       | 0:2             | Oldham Athletic   |
| Nordost                 |                 |                   |
| Mansfield Town          | 0:1             | FC Chesterfield   |
| Sheffield United        | 0:1             | Hartlepool United |
| Wolverhampton Wanderers | 0:0 (1:3 i. E.) | Notts County      |
| York City               | 0:3             | Rotherham United  |

### Southern Section
|                     | Ergebnis        |                      |
| ------------------- | --------------- | -------------------- |
| Südwest             |                 |                      |
| Crawley Town        | 2:3             | AFC Newport County   |
| Oxford United       | 1:2             | FC Portsmouth        |
| Swindon Town        | 2:1             | Plymouth Argyle      |
| Wycombe Wanderers   | 2:1             | Bristol City         |
| Südost              |                 |                      |
| Leyton Orient       | 0:0 (4:2 i. E.) | Coventry City        |
| Peterborough United | 2:1             | FC Brentford         |
| Southend United     | 2:5             | Dagenham & Redbridge |
| FC Stevenage        | 2:1             | Milton Keynes Dons   |

## Viertelfinale
Die Auslosung der Viertelfinalspiele fand am 12. Oktober 2013 statt. Die Spiele wurden am 12. und 13. November 2013 ausgetragen.

### Northern Section
|                   | Ergebnis |                  |
| ----------------- | -------- | ---------------- |
| Oldham Athletic   | 5:1      | Notts County     |
| FC Chesterfield   | 3:0      | AFC Rochdale     |
| Hartlepool United | 1:2      | Rotherham United |
| Fleetwood Town    | 2:0      | Carlisle United  |

### Southern Section
|                     | Ergebnis |                      |
| ------------------- | -------- | -------------------- |
| Swindon Town        | 2:1      | Wycombe Wanderers    |
| AFC Newport County  | 3:0      | FC Portsmouth        |
| Peterborough United | 1:0      | Dagenham & Redbridge |
| FC Stevenage        | 3:2      | Leyton Orient        |

## Halbfinale
Die Auslosung der Halbfinalspiele fand am 16. November 2013 statt. Die Spiele wurden am 10. Dezember 2013 ausgetragen.

### Northern Section
|                 | Ergebnis        |                  |
| --------------- | --------------- | ---------------- |
| Fleetwood Town  | 2:1             | Rotherham United |
| Oldham Athletic | 1:1 (5:6 i. E.) | FC Chesterfield  |

### Southern Section
|                    | Ergebnis        |                     |
| ------------------ | --------------- | ------------------- |
| Swindon Town       | 1:1 (3:1 i. E.) | FC Stevenage        |
| AFC Newport County | 0:3             | Peterborough United |

## Regionen Finale
Die Finalspiele der Northern und Southern Section dienen gleichzeitig als Halbfinale für den gesamten Wettbewerb.
Sie wurden in einem Hin- und Rückspiel entschieden. Die Spiele wurden am 4./5. und 17./18. Februar 2014 ausgetragen.

### Northern Section
|                | Gesamt |                 | Hinspiel | Rückspiel |
| -------------- | ------ | --------------- | -------- | --------- |
| Fleetwood Town | 2:3    | FC Chesterfield | 1:3      | 1:0       |

### Southern Section
|                     | Gesamt          |              | Hinspiel | Rückspiel |
| ------------------- | --------------- | ------------ | -------- | --------- |
| Peterborough United | 3:3 (4:3 i. E.) | Swindon Town | 2:2      | 1:1       |

## Finale
| FC Chesterfield                                                       | FC Chesterfield | Peterborough United | Peterborough United |
| --------------------------------------------------------------------- | --- | --- | ------------------- |
| FC Chesterfield                                                       | \| Sonntag, 30. März 2014 um 14:00 Uhr (MEZ) in London (Wembley-Stadion) \| \| Ergebnis: 1:3 (0:2) \| \| Zuschauer: 35.663 \| \| Schiedsrichter: Andy D'Urso \| \| Spielbericht \|                                                  | \| Sonntag, 30. März 2014 um 14:00 Uhr (MEZ) in London (Wembley-Stadion) \| \| Ergebnis: 1:3 (0:2) \| \| Zuschauer: 35.663 \| \| Schiedsrichter: Andy D'Urso \| \| Spielbericht \| | Peterborough United |
| FC Chesterfield                                                       | Tommy Lee – Tendayi Darikwa, Ritchie Humphreys, Liam Cooper, Ian Evatt – James Ryan, Samy Morsy – James O’Shea (72. Mason Bennett), Ollie Banks (12. Sam Hird, 79. Marc Richards), Gary Roberts – Eoin Doyle Cheftrainer: Paul Cook | Robert Olejnik – Mark Little, Michael Bostwick, Shaun Brisley (72. Craig Alcock), Nathaniel Knight-Percival – Josh McQuoid (83. Lloyd Isgrove), Grant McCann (67. Jack Payne), Tommy Rowe, Joe Newell – Danny Swanson – Britt Assombalonga Cheftrainer: Darren Ferguson ( Schottland) | Peterborough United |
| FC Chesterfield                                                       | 1:2 Eoin Doyle (53.) | 0:1 Josh McQuoid (7.) 0:2 Shaun Brisley (38.) 1:3 Britt Assombalonga (78., Foulelfmeter) | Peterborough United |
| FC Chesterfield                                                       | Ritchie Humphreys (63.), Gareth Roberts (70.), Tendayi Darikwa (77.), Liam Cooper (89.) | Danny Swanson (90.) | Peterborough United |
| FC Chesterfield                                                       | Joe Newell (68.) | | Peterborough United |
| Sonntag, 30. März 2014 um 14:00 Uhr (MEZ) in London (Wembley-Stadion) | | |                     |
| Ergebnis: 1:3 (0:2)                                                   | | |                     |
| Zuschauer: 35.663                                                     | | |                     |
| Schiedsrichter: Andy D'Urso                                           | | |                     |
| Spielbericht                                                          | | |                     |